# 1781 год в литературе

## События
- В Москве выходило еженедельное издание «Разскащик забавных басен служащих к чтению в скучное время или когда кому делать нечево. Стихами и прозою».

## Книги
- «Ночные мысли» и «Ночные думы» — стихотворение Иоганна Вольфганга фон Гёте в оригинале.
- Опубликовано два стихотворения французского поэта Николя-Жозеф-Лорана Жильбера: «К провидению» и «Прощание с жизнию молодого поэта».
- Полное собрание сочинений в стихах и прозе Александра Петровича Сумарокова — «Загадки».
- Полное собрание сочинений в стихах и прозе Сумароков, Александр Петрович|Александра Петровича Сумарокова — «Преложение псалмов».
- Полное собрание сочинений в стихах и прозе Сумароков, Александр Петрович|Александра Петровича Сумарокова — «Притчи и сатиры».
- «На выздоровление Мецената» и «На Новый год» — стихотворения Гавриила Романовича Державина.
- «Обед Мидасов» — поэма Александра Ивановича Арсеньева.
- «Ода похвальная автору "Мельника", сочиненная в Туле 1781 года» Александра Онисимовича Аблесимова.
- «Святки» («В России лишь узнали…») — стихотворение Дмитрия Петровича Горчакова, написанное либо в 1780 либо 1781 годах.
- «Бедство, произведенное страстью, или Сальвиний и Адельсон» — трагедия гражданская в пяти действиях Василия Петровича Колычева.[1]
- Публикация стихотворения Джорджа Крэбба «Библиотека».

### Публицистика
- Письмо о пользе учения к Василию Сергеевичу Шереметеву, автор Василий Петрович Колычев.

## Родились
- 26 января — Ахим фон Арним, немецкий писатель и драматург, представитель гейдельбергского романтизма.
- 27 марта — Александр Христофорович Востоков, русский филолог-славист, поэт и палеограф.
- 12 октября — Андрей Иванович Тургенев, русский поэт и переводчик.

## Умерли
- 15 февраля — Готхольд Эфраим Лессинг, немецкий писатель, литературный критик, драматург, поэт и теоретик искусства.
- 10 марта — Михаил Корыцкий, латиноязычный поэт и проповедник, иезуит.